# Отворено првенство Синсинатија 2010.
Отворено првенство Синсинатија 2010. (турнир познат и под називом Western & Southern Financial Group Masters and Western & Southern Financial Group Women's Open због спонзора) је тениски турнир који се игра на отвореним теренима са тврдом подлогом у Мејсону, у Охају, близу Синсинатија. Жене играју од 7. до 15. августа, а мушкарци седмицу касније. 

## Тенисери

### Носиоци
| Држава               | Тенисер           | Ранг | Носилац |
| -------------------- | ----------------- | ---- | ------- |
| Шпанија              | Рафаел Надал      | 1    | 1       |
| Србија               | Новак Ђоковић     | 2    | 2       |
| Швајцарска           | Роџер Федерер     | 3    | 3       |
| Уједињено Краљевство | Енди Мари         | 4    | 4       |
| Шведска              | Робин Седерлинг   | 5    | 5       |
| Русија               | Николај Давиденко | 6    | 6       |
| Чешка                | Томаш Бердих      | 7    | 7       |
| Шпанија              | Фернандо Вердаско | 9    | 8       |
| САД                  | Енди Родик        | 11   | 9       |
| Шпанија              | Давид Ферер       | 12   | 10      |
| Хрватска             | Марин Чилић       | 13   | 11      |
| Русија               | Михаил Јужни      | 14   | 12      |
| Аустрија             | Јирген Мелцер     | 15   | 13      |
| Шпанија              | Николас Алмагро   | 16   | 15      |
| Хрватска             | Иван Љубичић      | 17   | 15      |
| Француска            | Гаел Монфис       | 18   | 16      |

### Остали учесници
Тенисери које су добили специјалну позивницу организатора за учешће на турниру:
- Џејмс Блејк
- Марди Фиш
- Роби Џинепри
- Доналд Јанг

Тенисери које су до главног жреба доспјели играјући квалификације:

### Тенисери који су се повукли са турнира
- Хуан Мартин дел Потро (повреда зглоба руке)
- Хуан Карлос Фереро (повреда кољена)
- Фернандо Гонзалес
- Алберт Монтањес
- Жо-Вилфрид Цонга (повреда кољена)

## Тенисерке

### Носиоци
| Тенсерка           | Држава      | Ранг* | Носилац |
| ------------------ | ----------- | ----- | ------- |
| Јелена Јанковић    | Србија      | 2     | 1       |
| Каролина Возњацки  | Данска      | 3     | 2       |
| Јелена Дементјева  | Русија      | 6     | 3       |
| Ким Клајстерс      | Белгија     | 7     | 4       |
| Франческа Скјавоне | Италија     | 8     | 5       |
| Вера Звонарјова    | Русија      | 9     | 6       |
| Агњешка Радвањска  | Пољска      | 10    | 7       |
| Ли На              | Кина        | 11    | 8       |
| Викторија Азаренка | Бјелорусија | 12    | 9       |
| Марија Шарапова    | Русија      | 13    | 10      |
| Флавија Пенета     | Италија     | 15    | 11      |
| Јанина Викмајер    | Белгија     | 16    | 12      |
| Шахар Пер          | Израел      | 17    | 13      |
| Араван Резај       | Француска   | 18    | 14      |
| Нађа Петрова       | Русија      | 19    | 15      |
| Марион Бартоли     | Француска   | 20    | 16      |

### Остале учеснице
Тенисерке које су добиле специјалну позивницу организатора за учешће на турниру:
- Џејми Хамптон
- Кристина Макхејл
- Коко Вандевеј

Тенисерке које су до главног жреба доспјеле играјући квалификације:
- Акгул Аманмурадова
- Грета Арн
- Сорана Крстеа
- Кимико Дате Крум
- Вера Душевина
- Бојана Јовановски
- Ванја Кинг
- Ала Кудрјавцева
- Нурија Љагостера Вивес
- Ајуми Морита
- Моника Никулеску
- Анастасија Родионова

### Тенисерке које су се повукле
- Жистин Енен (повреда лакта)
- Саманта Стосур (повреда рамена)
- Серена Вилијамс (операција стопала)
- Винус Вилијамс (повреда кољена)
- Марија Хосе Мартинез Санчез (повреда кољена)

## Побједници

### Мушкарци појединачно
Роџер Федерер је побиједио  Мардија Фиша, 6–7(5), 7–6(1), 6–4.

### Жене појединачно
Ким Клајстерс је побиједила  Марију Шарапову, 2–6, 7–6(4), 6–2.

### Мушки парови
Боб Брајан и  Мајк Брајан су побиједили  Махеша Бупатија и  Макса Мирног, 6–3, 6–4.

### Женски парови
Викторија Азаренка и  Марија Кириленко су побиједиле  Лису Рејмонд и  Рене Стабс, 7–6(4), 7–6(8).